# Communauté de communes du Pays de Chalindrey
Die Communauté de communes du Pays de Chalindrey ist ein ehemaliger französischer Gemeindeverband mit der Rechtsform einer Communauté de communes im Département Haute-Marne in der Region Grand Est. Sie wurde am 30. Dezember 1995 gegründet und umfasste 13 Gemeinden. Der Verwaltungssitz befand sich im Ort Chalindrey.

## Historische Entwicklung
Mit Wirkung vom 1. Januar 2017 fusionierte der Gemeindeverband mit
- Communauté de communes Vannier Amance und
- Communauté de communes de la Région de Bourbonne les Bains

und bildete so die Nachfolgeorganisation Communauté de communes du Pays de Chalindrey, de Vannier Amance et de la Région de Bourbonne-les-Bains.

## Ehemalige Mitgliedsgemeinden
1. Chalindrey
2. Chaudenay
3. Culmont
4. Heuilley-le-Grand
5. Les Loges
6. Noidant-Chatenoy
7. Le Pailly
8. Palaiseul
9. Rivières-le-Bois
10. Saint-Broingt-le-Bois
11. Saint-Vallier-sur-Marne
12. Torcenay
13. Violot